# Матронім
Матро́нім (англ. matronymic), матронімічне ім'я чи ім'я по матері — фемінітивний вид антропоніма: ім'я, прізвище чи псевдонім людини, утворений від імені матері, бабусі чи когось із предків по материнській лінії. Матроніми бувають офіційні (прізвища, особові імена) та неофіційні (прізвиська). В українській мові утворюються суфіксами -ин, -инець, -ич, -чина тощо. Чоловічі відповідники називають патронімами.
У минулому матронімічні прізвища часто давали дітям неодружених жінок. Якщо жінка була відома та мала значну владу, її нащадки могли спадкувати матронім, заснований на її імені. В англомовному світі також є розрізнення:
- Матронім (matronymic) є похідним (derived name) від особового імені кожної нової матері.
- Материнське прізвище[en] (matriname) незмінно спадкується по материнській лінії спорідненості (від матері, бабусі, прабабусі та інших, тобто по мітохондріальній лінії).

## В українській мові
Матронімічні утворення наявні вже в пам'ятках давньоруського періоду української мови.
Причини виникнення матронімів (за П. Чучкою):
- дитина росла при матері без батька (батько виїхав чи помер). У середні віки на Русі ім'я по матері давалося безбатченкам (байстрам та сиротам). У руських літописах згадується, наприклад, Василько Маричинич[ru][2] — син Мариці Володимирівни.
- позашлюбність дитини. В Іпатіївському літописі під роком 1187-м є згадка про Олега Настасича — позашлюбного сина князя Ярослава Галицького та його коханки Настасі Чагрівни.

- мати більш відома в колективі, перевершує батька в чомусь (наприклад у професії чи характером).
- батько є приймаком. Якщо наречена «мала свій ґрунт», і чоловік «замешкав у її хаті», він бере її прізвище чи іменується гінеконімом. На Закарпатті чоловік іменується за дружиною, коли жінка головує в сім'ї; чоловік переїздить до жінки; чоловік родом з іншої місцевості[1]. Андрій Богданчин.

Творяться матроніми здебільшого суфіксами (іменникова й прикметникова суфіксація):
- від імен жінок (найчастіше матерів: Оленич, Олененко, Оленюк (син Олени), Іван Лещин (Леська)[3], Кащин (Каська < Катерина), Філина (від Теофілія), Нусік (Богдануся < Богдана);
  - від імен сестер: Февронина (Февронія — ім'я сестри).
  - від імен дружин (гінеконіми): беруть дошлюбні прізвища дружин (Бабій, Кшива, Шпак) чи змінюють їх: Широкий (Широка).
- від прізвиськ жінок (зокрема, професійних): Солдаткін (син Солдатки), Купчихін (син Купчихи), Бабин, Бабіч (син Баби), Машкін, Євдохин[4], Уралочка (прізвисько матері);
- від прізвищ жінок (зокрема, дошлюбних): Токар, Могильницька;
- від андронімів матері, (пра)бабусі голови сім'ї: Вусишин (Вусиха — андронім матері), Дроздишині (Дроздиха < Дрозд — прізвище чоловіка); Вовчишині (Вовчиха < Вовк — прізвисько чоловіка), Дічишині (Дічиха = Дячиха < Дяк — прізвисько чоловіка), чоловіка прозвали Василиха за прізвиськом його матері Василихи[3]; Антонишині, Василишині, Васильчишині, Гнатишині, Грицишині, Демчишині, Єлашишині (<Єлашиха <Єлаш <Єлисей), Івасишині, Йосипишині, Кирилишині, Максимишині, Марчишині, Матвіїшині, Микольчишині, Мирончишині, Михайлюччині, Петришині, Пилипчишині, Прокопишині, Процяччині, Стасишині, Тарасишині, Штефанишині, Урбанишині, Федишині, Федоришині, Хомишині, Юрчишині, Якимишині, Ярмолишині.

Для іменування синів: -ин + основа іменників першої відміни: Павлишин, Павлишинець (син Павлихи), Директорчин (Директорка — прізвисько матері), Катеринчин (Катеринка < Катерина — ім'я матері), Кащин (Каська < Катерина — ім'я матері); для доньок — суфікси -ичк-а, -ечк-а, -ачк-а, -очк-а, -ус'-а: Котичка (Кіт — дошлюбне прізвище матері), Янечка (Яна < Іванна — ім'я матері), Горпинячка (Горпина — ім'я матері), Поштарочка (Поштарка — прізвисько матері), Катеруся (Катерина — ім'я матері).

### Проматроніми
Іменування за назвою баби, прабаби: за їх дошлюбними прізвищами (Путьо, прізвище бабусі), іменами (Євгена (Євгенія — ім'я бабусі), Анджик (Анжела — ім'я бабусі)) та прізвиськами (Магазинка (прізвисько бабусі), Ворожка (прізвисько прабабусі), Богдан Шипуччин (Шипучка — прізвисько бабусі)).
(Пра)внуків іменували з -ок, -ик: Ґапок (Гапка < Гафія — ім'я бабусі), Химчик (Химка < Юхима — ім'я бабусі); (пра)онучок — -их-а, -ечк-а: Вандиха (Ванда — ім'я прабабусі), Ганечка (Ганна — ім'я прабабусі).
Проматроніми теж дають похідні матроніми: Євчинові (Євчин — проматронім голови сім'ї), Марухові (Марух — проматронім голови сім'ї), Мотрикові (Мотрик — проматронім голови сім'ї).

## В інших мовах
Матронімія поширена насамперед у культурах, де спостерігалась матрилінійність (як-от у євреїв), матрилокальність або історично більша автономія жіноцтва (скандинавські культури).

### Матроніми в ісландських іменах
Унікальні ісландські імена вкрай рідко використовують прізвища, замість яких використовують складану форму патроніма (для чоловіків і для жінок). По батькові жінок утворюються так: особове ім'я батька в родовому відмінку + «дочка» (ісл. dóttir): Катрін Якобсдоуттір (донька Якобса), Ірса Сігурдардоттір (донька Сигурда). Іноді включають ім'я матері, а не батька: Гейдар Гельгуссон (син Гельги), Вігдіс Гельгудоуттір (донька Гельги). У деяких випадках використовують комбінацію матроніма й патроніма, як Дагюр Бергтоурюсон Еггертсон, колишній мер Рейк'явіка.

### Нідерланди
У Нідерландах патроніми часто вживали замість прізвищ (як у теперішній Ісландії) або другого імені. По батькові жінок творилися з особового імені батька + -dochter: Кенау Сімонсдохтер Гасселаер означає «Кенау, Сімонова дочка Гасселаер».

### Прізвища, похідні від матронімів
Серед поширених нині у світі матронімічних прізвищ — похідні від древніх жіночих імен з єврейськими і нідерландськими коренями.
| Прізвище                                        | Мова            | Походження (жіноче ім'я)             | Приклади                       |
| ----------------------------------------------- | --------------- | ------------------------------------ | ------------------------------ |
| Бейл (Bijl або Byl)                             | Нідерландська   | Скорочення від Сивілла.              |                                |
| Блумен (Bloemen)                                | Нідерландська   | Bloem                                | Тед-Ян Блумен                  |
| Галкін (Galkin)                                 | Російська       | Галка                                | Галкін Олександр Олександрович |
| Ганкін (Gankin)                                 | Єврейське       | Ганка                                | Vitaliy Gankin                 |
| Гейлен (Heylen)                                 | Нідерландська   |                                      | Ільзе Гейлен                   |
| Гнесін (Gnesin)                                 | Єврейське       | Агнес                                | Гнесіна Олена Фабіанівна       |
| Зельдін (Zeldin)                                | Єврейське       | Зельда (Zelde)                       | Лі Зельдін                     |
| Лютен (Luyten, Luijten, Luiten)                 | Нідерландська   | Luit, Luite, Luitje, Лютгарда        | Віллем Якоб Лейтен             |
| Малкін (Malkin)                                 | Єврейське       | Малка                                | Малкін Борис Овсійович         |
| Мандич (Mandić)                                 | Сербохорватська | Манда, зменш. Мандалена (Магдалена)  | Леопольд Мандич                |
| Мундушич (Mandušić)                             | Сербохорватська | Manduša, збільш. Манда               | Vuk Mandušić                   |
| Фейгін (Feigin)                                 | Єврейське       | Фейг                                 | Фейгін Леонід Веніамінович     |
| Фрумкін (Frumkin)                               | Єврейське       | Фрума                                | Фрумкіна Ревека Марківна       |
| Маре (Marais)                                   | Французька      | Марія                                | Марен Маре                     |
| Марінш (Marins)                                 | Португальська   | Марія (син Марії)                    | Francisco Marins               |
| Маріс (Maris)                                   | Нідерландська   | Марія                                | Якоб Маріс                     |
| Maris                                           | Грецька         | Марія                                | Demetris Maris                 |
| Де Марі(с?) (De Maris)                          | Англійська      | Марія                                | Merrill De Maris               |
| Мартіна (Martina)                               |                 | Мартіна                              | Куко Мартіна                   |
| Марусіч (Marušič)                               | Словенська      | Maruša, зменш. Марія (нащадок Марії) | Drago Marušič                  |
| Раскін (Raskin)                                 | Єврейське       | Raske, зменш. Рахіль                 | Раскін Джеф                    |
| Рашкін (Rashkin)                                | Єврейське       | Rashke, зменш. Рахіль                | Valery Rashkin                 |
| Рівкін (Rivkin, Rifkin, Ryvkin)                 | Єврейське       | Рівка (Rivka), зменш. Ревека         | Джеремі Ріфкін, Нета Рівкін    |
| Ріфкінд (Rifkind)                               | Єврейське       | Рівка (Rivka), зменш. Ревека         | Малкольм Ріфкінд               |
| Рохлін (Rokhlin, Rochlin, Rochline)             | Єврейське       | Рохл (Rokhl), Рахіль                 | Рохлін Лев Якович              |
| Розен (Roosen, Roozen, Roose, Rooze)            | Нідерландська   | Roos, скор. Розмарі                  | Hyacinthe Roosen               |
| Соркін (Sorkin, Surkin, Syrkin)                 | Єврейське       | Сара (Sarah)                         | Соркін Ігор В'ячеславович      |
| Тоскіч (Toskić)                                 | Сербська        | Toska, зменш. Теодосія, Теодора      | Alem Toskić                    |
| Цейтлін (Tseytlin, Tseitlin, Tsetlin, Tzeitlin) |                 | Цейтл (Zeitl)                        | Цейтлін Лев Мойсейович         |
| Шифрін (Shifrin, Schifrin)                      | Єврейське       | Шифра                                | Шифрін Едуард Володимирович    |

## Матроніми як феміністична практика
З метою акцентувати андроцентричність традиційної антропоніміки (російська традиція імен по батькові, збережена у багатьох пострадянських країнах; зміна жінками прізвища при шлюбі на чоловікове; спадкування спільними дітьми прізвища батька, а не матері) при нижчій, порівняно з матерями, участі батьків у вихованні дітей, феміністки різних країн практикують власноруч створені матроніми (як прізвища та імена по матері замість по батькові) для себе та своїх дітей. Або беруть середні імена з материнської лінії, материнські дошлюбні прізвища тощо, з метою відновити жіночу історію та ідентичність свого роду, зв'язок між поколіннями жінок.

### Киргизстан
У 2021 році киргизька активістка прав жінок і дітей та письменниця Алтин Капалова дала «по матері» Алтинівна і Алтинович та своє прізвище дітям, що іменувалися на честь біологічних батьків, яких не знали. РАЦС патріархально-мусульманського Киргизстану подав позов проти матері-одиначки за «порушення закону». Дописи Капалової у Facebook про зміну імені та майбутній суд надихнули сотні повідомлень про підтримку. «Це перемога та натхнення для багатьох інших жінок, які зіткнулися з подібними проблемами», — Айнура Чолпонкулова. «Це дуже справедливо. Хороший прецедент», — Альма Карсимбек. Десятки людей зібралися біля суду в Бішкеку, щоб підтримати Капалову перед слуханням 25 лютого 2021 року.
30 червня 2023 року Конституційний суд виніс рішення в справі Алтин Капалової, постановивши, що повнолітні громадяни Киргизстану можуть використовувати по матері (матронім) замість по батькові.

### Скасування по батькові в Україні
Норма про можливість самостійно без особливих причин змінювати по батькові була в Цивільному кодексі до 2014 року, після чого її прибрали.
Прецедент у Європейському суді та українському законодавстві створила адвокатка Наталія Юріївна Гарнага (справа «Гарнага проти України»), народжена Володимирівною. Батько пішов з родини, коли їй було 12, після чого вона боролася за право змінити по батькові в судах 10 років (2004—2014), від районного суду до Європейського суду з прав людини, де справу розглядали 6 років. У 45 років Гарнага отримала нове свідоцтво про народження та паспорт. Для спрощення подібної процедури Верховна Рада розробила законопроєкт, що дозволяє самостійно обирати по батькові з 16 років.
У листопаді 2020 р. закони змінено, і з 1 січня 2021 року українцям та українкам офіційно дозволено самостійно змінювати по батькові з 16 років (з 14 за згодою піклувальника): Закон України «Про внесення змін до деяких законодавчих актів щодо права фізичної особи на зміну по батькові [Архівовано 5 жовтня 2021 у Wayback Machine.]» скоригував статтю 149 Сімейного кодексу «Зміна дитиною свого прізвища та (або) імені, та (або) по батькові». До цього зміни прізвища були довзолені, а зміни по батькові — тільки якщо батько змінив ім'я або відомості про нього відсутні в записі про народження. У разі заперечення одного з батьків щодо зміни по батькові дитини спір можна владнати через органи опіки та піклування або суд. При цьому беруть до уваги виконання батьками своїх обов'язків стосовно дитини та інші обставини, що засвідчують відповідність зміни по батькові інтересам дитини.